# Fjøsanger Station
Fjøsanger Station (Fjøsanger stasjon) var en jernbanestation på Vossebanen, der lå i kvarteret Fjøsanger i Bergen i Norge.
Stationen åbnede som holdeplads, da banen blev taget i brug 11. juli 1883. Den blev opgraderet til station 1. april 1888. 1. august 1964 omlagdes trafikken på strækningen mellem Tunestveit og Bergen, hvor stationen ligger, til en ny strækning, i forbindelse med at Ulrikstunnelen blev taget i brug. Lokaltrafikken på den gamle strækning mellem Bergen og Nesttun fortsatte dog, så Fjøsanger fik umiddelbart lov til at overleve som trinbræt. Lokaltrafikken blev indstillet 31. januar 1965, hvorved stationen blev nedlagt. Banen mellem Minde og Midttun blev nedlagt 1. marts 1980 og efterfølgende fjernet.
Stationsbygningen blev opført i 1883 efter tegninger af Balthazar Lange. Den blev revet ned i 1983.